# Livsdrift
Livsdriften (eros) är en psykoanalytisk term och del av Sigmund Freuds driftteori. Den förknippas med libido men används oftare i en vidare mening.
Inom Freuds driftteori fungerar livs- och dödsdriften som varandras komplement och motsatser, där den ena är uppbygglig och den andra nedrivande. Livsdriften var Freuds ursprungliga teori, men efter att han under första världskriget konfronterats med krigsneuroser ansåg han att idén om en negativ drift behövde komplettera den i grunden positiva livsdriften.

## Historik

### Bakgrund
Motsatsparet livsdrift och dödsdrift kan kopplas till den antika grekiska mytologin – se Eros och Thanatos – liksom till Empedokles (400-talet f.Kr.) kring de här ämnena. Empedokles använde termerna filia (φιλία) för attraktionen, sämjan och vänskapen, och detta satte han mot neikos (νεῖκος) som ord för splittring och osämja. Därigenom försökte han reda ut hur ting, växter och djur uppstår och förstörs, och hur de därmed går upp i olika blandningar av de fyra elementen jord, eld, luft och vatten.

### Freuds teorier
Senare knöt Freud till samtida eller äldre föreställningar om livets fysiska ursprung och dess nödvändiga återgång till något icke-levande. Han såg denna obligatoriska återgång som ett upprepningstvång för hela tillvaron, och både han och andra psykoanalytiker har knut an driftläran till universella principer.
1905 benämnde Freud fortplantningens energi via sitt begrepp libido. Han såg människan som en sorts maskin, med olika drifter och drivkrafter som kunde ta sig olika uttryck, kanaliseras eller hållas tillbaka. Kraften behöver få utlopp om den inte kan hållas tillbaka av någon annan, minst lika stor kraft.
Inledningsvis skilde Freud mellan libido och självbevarelsedrifterna (jagdrifterna). Enligt honom skulle konflikterna mellan de båda kunna förklara psykisk ohälsa i form av neuroser; på 1920-talet utvecklades detta till teoribygget kring konflikten mellan detet och jaget. 1920 modifierade Freud sin driftteori – i boken Bortom lustprincipen – genom att skilja mellan livsdriften (eros) och dödsdriften (thanatos). Där stod livsdriften som en kombination av libido och självbevarelsedrifter, medan dödsdriften innefattade olika slags aggressivitet – vänd inåt eller utåt.

### Senare historik
De här båda balanserande drifter är numera ifrågasatta och anses ofta sakna tydlig verklighetsförankring. Efter Freud har hans driftteori och tankarna kring de balanserande livs- och dödsdrifterna blivit mer perifera teorier, även hos Freuds efterföljare. Dödsdriften är dock ännu omnämnd i olika nutida sammanhang.